# Richard Mardo
Richard Miguel Mardo Mardo (Maracay, 11 de julio de 1970) es un político y administrador venezolano. Líder del partido Primero Justicia en el estado Aragua. Diputado a la Asamblea Nacional para el periodo 2011-2016.

## Biografía
Vivió sus primeros 26 años en el apartamento 15 del primer piso del edificio Aragua; posteriormente se establece en la avenida Santos Michelena. Realiza estudios primarios en el colegio República de México, ubicado en pleno centro de Maracay. Sus estudios básicos los cursa en el liceo Juan Vicente Bolívar y finaliza el ciclo básico en el liceo Valentín Espinal. Finalmente, se gradúa de bachiller en el liceo Agustín Codazzi. Ingresa a la Universidad de Carabobo, núcleo La Morita, donde obtiene el título de licenciado en Administración Comercial, en el año 2000. Comienza su vida laboral desde muy joven, como buhonero en el bulevar Pérez Almarza, para luego dedicarse al área textil.[cita requerida]

### Carrera política
En el 2000 ingresa a Primero Justicia. Es uno de los miembros fundadores del partido en el estado Aragua. Dentro de la organización ocupa el cargo de secretario de Justicia Civil Regional, luego se convierte en secretario de Organización Regional y, posteriormente, en 2005, es nombrado coordinador general del estado Aragua, cargo en el cual es reelecto en febrero de 2007,[cita requerida] con amplio respaldo de las bases del partido. También es secretario general adjunto nacional de la Junta de Dirección Nacional de Primero Justicia.

#### Candidatura a la Alcaldía de Girardot
En las elecciones regionales de 2008, Mardo fue candidato a la alcaldía del municipio Girardot del estado Aragua, en las cuales no ganó en una votación muy reñida por una diferencia de 151 votos, perdiendo así contra el candidato del PSUV, Pedro Bastidas.

#### Diputado a la Asamblea Nacional
En 2010 se inició una campaña denominada «Es Tiempo de Cambiar», que terminó con el lanzamiento de su candidatura por su partido Primero Justicia en la ciudad de Maracay el 30 de enero de 2010, meses después fue apoyado por el resto de los partidos políticos que conformaban la Mesa de la Unidad. Para finalmente ser electo diputado del circuito uno del estado Aragua por 152.722 votos (27,73 %).
Dentro de la Asamblea Nacional forma parte de la Comisión Permanente de Cultura y Recreación para el periodo 2011.

#### Candidatura a la gobernación del estado Aragua

##### Elecciones Primarias de 2012
Richard Mardo fue el candidato del comando Tricolor en el estado Aragua para contender por la candidatura opositora a la gobernación del estado Aragua, logrando un triunfo de 163.959 votos, los cuales representan el 88% de los votos emitidos el 12 de febrero de 2012 en Aragua.

##### Elecciones Regionales de 2012
En las elecciones regionales de 2012, Richard Mardo pierde contra el candidato a la gobernación del estado Aragua por el PSUV, Tareck El Aissami, con una brecha de 11.39 %.

### Inhabilitación política
En 2017 fue inhabilitado por la Contraloría General de la República para ejercer cargos políticos. Fue habilitado nuevamente en 2024 por el Tribunal Supremo de Justicia como parte del acuerdo de Barbados.
Mardo quiso competir en 2021 para el cargo de alcalde en un municipio del estado Aragua, pero no pudo presentarse debido a su inhabilitación.

## Denuncia
El día 5 de febrero de 2013, Diosdado Cabello, presidente de la de la Asamblea Nacional de Venezuela, presentó presuntas pruebas de corrupción contra el diputado Richard Mardo. Las pruebas presentadas por Cabello representan cheques que recibió Mardo las cuales ascienden a 600 millones de bolívares y donde declaró menos de 1500 bolívares al fisco. En su defensa Mardo comentó que en días pasados recibió una llamada de alguien que calificó como el «saltatalanquera» (diputado William Ojeda), en la cual, según Mardo, por instrucciones de Diosdado Cabello se le pedía que se cambiara de bando y se congelarían «la olla» que fue presentada en el parlamento. Sobre las pruebas, se dirigió directamente al presidente de la Asamblea Nacional, Diosdado Cabello y le expresó que «más narcotraficante, más cómplice de esta corrupción eres tú que cualquiera de nosotros. Ojalá y me des el tiempo que le dedicas a estas ollas para enseñarte una verdadera labor social».